# Stephenia mirabilis
Stephenia mirabilis is een vlinder uit de familie van de Nymphalidae. De wetenschappelijke naam van deze soort is voor het eerst voorgesteld, als Acraea mirabilis, door Arthur Gardiner Butler in een publicatie uit 1886.
Deze soort komt voor in de droge savannes van Somalië en Zuidoost-Ethiopië.